# Zdeněk Pouzar
Zdeněk Pouzar (* 13. April 1932 in Říčany; † 4. Juni 2023 in Prag) war ein tschechischer Mykologe. Er war unter anderem Spezialist für Nichtblätterpilze (Aphyllophorales) und für die Klasse der Sordariomycetes. Sein botanisches Autorenkürzel lautet „Pouzar“.

## Leben
Zdeněk Pouzars Eltern waren Lehrer, die in einer sozialen Einrichtung für Jugendliche arbeiteten. Er wuchs zunächst in seinem Geburtsort Říčany und nach einem Umzug im Jahr 1936 in Prag auf. 1945 starb sein Vater als Opfer der Verfolgung für seine Teilnahme am Nationalen Widerstand.
Bereits in seiner Jugend interessierte sich Pouzar für Pilze. Nach Abschluss des Gymnasiums im Jahr 1952 begann er sein Studium der Mykologie und Phytopathologie an der Biologischen Fakultät der Karls-Universität in Prag. 1957 schloss er das Studium mit einer Arbeit zur Taxonomie der Arten der Familie der Coniophoraceae in der Tschechoslowakei ab.

## Wirken
Vom 1. Oktober 1974 bis 1995 war Pouzar als Nachfolger von Albert Pilát Leiter der mykologischen Abteilung des Nationalmuseums. Zwischen 1961 und 1981 arbeitete er als externer Experte für die Pilzbestimmung für Pilzvergiftungsfälle am Institut für Toxikologie und forensische Chemie der Karls-Universität in Prag. Von 1992 bis 2000 war er Präsident der Tschechischen Wissenschaftlichen Gesellschaft für Mykologie.
Zusammen mit František Kotlaba veröffentlichte er mehrere Werke über die Taxonomie der Porlinge, der corticioiden Pilze und der Blätterpilze. Pouzar beschrieb als Alleinautor oder zusammen mit Kotlaba rund 50 neue Gattungen und fast 30 neue Arten. Pouzar ist ein anerkannter Experte auf dem Gebiet der Sordariomycetes. Zwischen 1993 und 2012 war er Chefredakteur des wissenschaftlichen Magazins Czech Mycology. Er ist Namensgeber mehrerer Pilzarten und -gattungen, darunter der Schnallen-Nadelholz-Dachpilz (Pluteus pouzarianus) und der Duftende Feuerschwamm (Phellinidium pouzarii) sowie die Untergattung Pouzarella der Gattung Entoloma.
Pouzar ordnete verschiedene Pilzarten, insbesondere die Gattung Bankera, neu ein, darunter:
- Albatrellus caeruloporus (Peck) Pouzar
- Albatrellus confluens (Alb. & Schwein. : Fr.) Kotl. & Pouzar
- Albatrellus cristatus (Pers. : Fr.) Pouzar & Kotl.
- Albatrellus ovinus (Schaeff. : Fr.) Kotl. & Pouzar
- Boletopsis subsquamosa (L. : Fr.) Kotl. & Pouzar
- Fomitopsis cajanderi (P.Karst.) Pouzar & Kotl.
- Fomitopsis roseus (Schwein. & Alb.) Kotl. & Pouzar
- Megacollybia platyphylla (Pers. : Fr.) Kotl. & Pouzar
- Nolanea verna (S.Lundell) Pouzar & Kotl.

Seine Arbeiten mit der Gattung Albatrellus führten 1976 zur Veröffentlichung einer Welt-Monografie dieser Gruppe, für die er 1978 den Doktorgrad erlangte.